# Njemačka marka
Njemačka marka (njem. Deutsche Mark), skraćeno DM, u svakodnevnom govoru isto „D-Mark”, bila je od 21. lipnja 1948. do 22. svibnja 1949. valuta zapadnog okupacijskog pojasa kao i zapadnih sektora Berlina. Nakon reforme 1948. godine u zapadnom pojasu u sovjetskom okupacijskom pojasu se uvela nova valuta također pod imenom „Deutsche Mark”, koja kasnije (od 31. listopada 1951. do 31. srpnja 1964.) kao „Deutsche Mark der Deutschen Notenbank” bila valuta Istočne Njemačke.
Nakon osnivanja SR Njemačke 23. svibnja 1949. njemačka marka je ostala sve do 31. prosinca 2001. valuta Njemačke, Zapadnog-Berlina i nakon ujedinjenja čitave države. 
Jedna marka dijelila se na 100 pfenniga. Tijekom reforme valute 1948. godine njemačka marka zamjenjuje reichmarku, isto tako 1. srpnja 1990. uz ujedinjene Njemačke njemačka marka zamjenjuje istočnonjemačku marku.

## Povijest
Marku je najprije izdavala Bank deutscher Länder, a od 1957. godine to je preuzela Njemačka savezna banka. Od 1960. do 1988. pored redovnog novca postojao je i tajni nadomjestak novaca za moguće krize tzv. Bundeskassenschein.
U sovjetskom okupacijskom pojasu tj. u Istočnoj Njemačkoj valuta se od 1948. do 1964. također zvala „Deutsche Mark”, pa je kratica i za nju bila DM. Valuta je od 1964. preimenovana u „Mark der Deutsche Notenbank („MDN”), a 1968. od kraja lipnja 1990. kao Mark der DDR („M”).
Njemačka marka je ukinuta kao samostalna valuta 1. siječnja 2002. s uvođenjem eura. Do 31. prosinca 2001., 23:59:59 sati novčanice i kovanice njemačke marke su još bile zakonito sredstvo plaćanja. Od toga dana u „Bundesbank” i njenim drugim sjedištima marka može biti besplatno i vremenski neograničeno zamijenjena za euro. Također veliki dio kreditnih ustanova i trgovina primali su marku sve do 28. veljače 2002. Poneke trgovine uvijek još imaju akcije, gdje nude uz kupovinu robe i zamjenu marke.
Na Kosovu i u Crnoj Gori njemačka marka je bila korištena kao službena valuta. U mnogim istočno-europskim državama njemačka marka je služila kao neslužbeno sredstvo za plaćanje. Isto tako konvertibilna marka iz Bosne i Hercegovine i bugarski lev su u omjeru 1:1 vezani uz njemačku marku.
Njemačka savezna banka dala je izjavu da do kraja rujna 2005. 45 % kovanica nije promijenjeno, što ima vrijednost od 7,24 milijardi maraka. 3 % novčanica isto nije promijenjeno tj. 7,59 milijardi maraka, od čega je većina novčanica od 10 maraka tj. 76,5 milijuna maraka.
Marki se većinom davao atribut „tvrde” valute, što se nikako ne može objasniti. 1 marka od 21. lipnja 1948. do 21. prosinca 1998. je izgubila 76 pfenniga na vrijednosti. Inflacija marke bila je prosječno 3%, što je više nego kod „mekanog” eura.
Marka se izdala u kovanicama i novčanicama.

### Kovanice
Postoje sljedeće nominalne vrijednosti:

- 1 pfennig, kovano od 1948.
- 2 pfenniga, kovano od 1950.
- 5 pfenniga, kovano od 1949.
- 10 pfenniga, kovano od 1949.

 50 pfenniga, kovano od 1949.

 1 marka, kovano od 1950. i kovano onda od 1954.

- 2 marke, kovano 1951. i kovano onda od 1957.
- 5 maraka, kovano od 1951. i kovano onda od 1956.
- 5 maraka, prigodni kovani novac, kovan 1952. – 1980. iz srebra, 1980. – 1986. iz Magnimata
- 10 maraka, prigodni kovani novac, kovan 1970. – 1972. (sve s godištem 1972. povodom Olimpijskih igara) i 1987. – 2001.

S proizvodnjom novih kovanica od 50 pfenniga, kovnica iz Karlsruhea je 1949. g. počela s natpisom „Bank deutscher Länder”. Iako se natpis 1950. promijenio u „Bundesrepublik Deutschland”, kovnica je i dalje proizvodila kovanice s prijašnjim natpisom. Dok se greška primijetila, iskovano su 30.000 kovanica. Radi troška taj novac nije povučen s tržišta, nego se normalno koristio. Tako je ta kovanica danas tražena i za nju se može dobiti do 700 €. Na kovanici je prikazana Gerda Johanna Werner.

Rijetke kovanice koje su isto tražene:

- 2 pfenniga iz 1968. (J) iz Hamburga
- 10 pfenniga iz 1967. (G) iz Karlsruhe
- 1 marka iz 1956. (G) iz Karlsruhe
- 5 maraka iz 1958. (J) iz Hamburga

Na stražnjoj strani kovanice od 2 marke su sljedeće poznate osobe njemačke povijesti:
- Max Planck
- Konrad Adenauer
- Theodor Heuss
- Kurt Schumacher
- Ludwig Erhard
- Franz Josef Strauß
- Willy Brandt

Od 1951. do 1958. u optjecaju bila je kovanica od 2 marke s oznakom godine 1951., koja je bila vrlo slična kovanici od 1 marke. Stoga je kovanica bila zamijenjena kovanicom s likom Maxa Plancka. Ta kovanica se od 1973. nije više proizvodila s tim likom, ali je bila do kraja u optjecaju.
Između 1951. i 1975. kovanica od 5 maraka bila je od srebra, tek kad je vrijednost srebra prešla vrijednosti te kovanice, bila je promijenjena.
Kovanice od 10 maraka su isključivo kovane kao prigodne kovanice. Vrijedile su kao normalna valuta, ali se rijetko s njima plaćalo.

### Novčanice

#### Novčanice prve i druge serije
Prva serija novčanica izdana je 1948. g. povodom reforme „Bank deutscher Länder” pod upravom zapadnih saveznika. Američki dolar je bio uzor za izgled novih novčanica. Korištenje novčanica se 24. lipnja 1948 proširilo na sva tri zapadna dijela Berlina. Te novčanice se dobile žig sa slovom („B”).
Drugu seriju je također izdala „Bank deutscher Länder”. Novčanice (10 i 20 maraka) su djelomično identične prvoj seriji, ali isto tako postoje potpuno različite novčanice (20 i 50 maraka) u jednoj seriji.
Postojale su novčanice sljedeće nominalne vrijednosti:
- 5 pfenniga
- 10 pfenniga
- 1/2 marke
- 1 marka
- 2 marke
- 5 maraka
- 10 maraka
- 20 maraka
- 50 maraka
- 100 maraka

Novčanice s vrijednosti od 5 pfenniga do 2 marke su bile potrebne, jer 1948. g. su kovane samo kovanice od 1 pfenniga. Kovanice od 5, 10 i 50 pfenniga su prvi put kovane 1949. g., a sve druge kovanice su prvi put kovane tek 1950. g. odnosno 1951. g.

#### Treća serija
Treću seriju (1960. – 1965.) izdala je Njemačka savezna banka. Izgled se znatno razlikovao od prijašnjih novčanica, koje su više sličile na privremene novčanice. Kako bi se izbjegle političke diskusije radi naslikanih osoba i slika, svjesno su prikane samo jako stare slike na prednjoj strani i tradicionalni simboli kao grb, list hrasta i simbolične gradnje na stražnjoj strani.
- 5 maraka
  - prednja strana: mlada Venecijanka (po slici od Albrechta Dürera, Kunsthistorisches Museum Wien)
  - stražnja strana: list hrasta
  - prvo izdavanje: 6. svibnja 1963.
- 10 maraka
  - prednja strana: potret mladog čovjeka (po slici Albrechta Dürera ili Antona Neupauera. Slika se nalazi u privatnoj galeriji i nije javno dostupna.)
  - stražnja strana: jedrenjak, sličan jedrenjak je Gorcha Focka
  - prvo izdavanje: 21. listopada 1963.
- 20 maraka
  - prednja strana: Elsbeth Tucher žena patricija i trgovca iz Nürnberga (po slici Albrechta Dürera, original se može vidjeti u državnom muzeju u Kasselu)
  - stražnja strana: violina i klarinet
  - prvo izdavanje: 10. veljače 1961.
- 50 maraka
  - prednja strana: potret muškarca (po slici nepoznatog slikara, slika se može vidjeti u originalu u Frakfurtu)
  - stražnja strana: Holstentor u Lübecku
  - prvo izdavanje: 18. lipnja 1962.
- 100 maraka
  - prednja strana: kozmograf Sebastian Münster (po slici Christopha Ambergera koja se može vidjeti u „Gemäldegalerie (Berlin)”)
  - stražnja strana: orao s raširenim krilima (grb SR Njemačke)
  - prvo izdavanje: 26. veljače 1962.
- 500 maraka
  - prednja strana: Männerporträt (nach dem Gemälde „Bildnis eines bartlosen Mannes” von Hans Maler von Schwaz)
  - stražnja strana: dvorac Eltz (Njemačka)
  - prvo izdavanje: 26. travnja 1965.
- 1000 maraka
  - prednja strana: vjerojatno dr. Johannes Scheyring (po slici Lucasa Cranacha d. Ä., slika se može vidjeti u kraljevskom muzeju u Bruxellesu)
  - stražnja strana: katedrala u Limburgu
  - prvo izdavanje: 27. srpnja 1964.

#### Četvrta serija
Četvrta i zadnja serija je izdavana od 1989. godine. Nova serija bila je potrebna zbog tehničkog napretka. Krivotvorenje starih novčanica je bilo sve lakše, tako da su u nove novčanice ugrađene zaštite koje znatno otežavaju krivotvorenje.
Upadljiva je, kod izbora slika koje ljude prikazuju, ravnoteža između muškog i ženskog spola, vjere, polja rada (literatura, glazba, prirodna znanost, duhovna znanost). Stražnja strana novčanice prikazuje sliku iz radnog polja i okružja osobe na prednjoj strani.
- 5 maraka
  - prednja strana: Bettina von Arnim, u pozadini dvorac Wiepersdorf i povijesne građevine Berlina
  - stražnja strana: Brandenburška vrata
  - prvo izdavanje: 27. listopada 1992.
- 10 maraka
  - prednja strana: Carl Friedrich Gauß i Gaussova krivulja, u pozadini zgrade starog Göttingena i ulazna vrata gimnazije Martino-Katharineum u Braunschweigu
  - stražnja strana: sekstant i skice od Wangerooge i Neuwerka uz pomoć triangulacije
  - prvo izdavanje: 16. travnja 1991.
- 20 maraka
  - prednja strana: Annette von Droste-Hülshoff, u pozadini stari dio Meersburga
  - stražnja strana: pero za pisanje i bukva (oslonjeno na novelu „Judenbuche»)
  - prvo izdavanje: 30. ožujka 1992.
- 50 maraka
  - prednja strana: Balthasar Neumann, u pozadini zgrade starog Würzburga
  - stražnja strana: prijestolnica Würzburga i udruženi prerez opatije Neresheim, tlocrt kapele u Kitzingenu
  - prvo izdavanje: 30. rujna 1991.
  - prvo izdavanje (novčanice s kinegramskom zaštitom): 2. veljače 1998.
- 100 maraka
  - prednja strana: Clara Schumann, u pozadini zgrade starog Leipziga, njenog rodnog mjesta, prekriveno lirom
  - stražnja strana: klavir i Hochov konzervatorij u Frankfurtu
  - prvo izdavanje: 1. listopada 1990.
  - prvo izdavanje (novčanice s kinegramskom zaštitom): 1. kolovoza 1997.
- 200 maraka
  - prednja strana: Paul Ehrlich, i u pozadini zgrade starog Frankfurt na Majni; kemijska formula pokraj njegovog portreta, simboliziraju njegova bitna otkrića kao nositelja Nobelove nagrade
  - stražnja strana: mikroskop i Asklepijev štap, okruženi jednostavnim strukturama stanica
  - prvo izdavanje: 1. listopada 1990.
  - prvo izdavanje (novčanice s kinegramskom zaštitom): 1. kolovoza 1997.
- 500 maraka
  - prednja strana: Maria Sibylla Merian i insekt, u pozadini zgrade starog Nürnberga
  - stražnja strana: zelje na kojem su gusjenica i leptir vrste Calliteara fascelina
  - prvo izdavanje: 27. listopada 1992.
- 1000 maraka
  - prednja strana: braća Grimm, u pozadini zgrade starog Kassela
  - stražnja strana: Njemački rječnik i kraljevska biblioteka u Berlinu
  - prvo izdavanje: 27. listopada 1992.

### Prigodno kovanje novca 2001.
Njemačka savezna Banka 26. srpnja 2001., uz dopuštenje njemačke vlade, izdaje u spomen marke zlatnu kovanicu (999) koja izgleda kao zadnja izdana kovanica od 1 marke. Razlikuje se samo u potpisu, umjesto Bundesrepublik Deutschland piše Deutsche Bundesbank.

## Preračunavanje marke
Marka i nakon uvođenja eura ostaje u sjećanju i dan danas se koristi za preračunavanje.
Studija iz rujna 2004. g. pokazala je da 66 % građana SR Njemačke cijene u eurima preračunavaju u marku. Kod muškog spola preračunava 54 %, dok kod žena 74 % još preračunava. Kod mlađeg naraštaja samo još 41 %, a kod starijih od 50 godina čak 71 % preračunavaju. To se može objasniti time što je tečaj marke i eura 1 EUR = 1,95583 DM, tako da se lako može računati s 1 EUR = 2 DM.

## Tečaj prema američkom dolaru
Njemačka marka je 19. travnja 1995. imala vrijednost od $ 1 = 1,3620 DM (1 euro = 1,4360), što je bilo najbolje stanje prema dolaru., a od 3. travnja 1956. do 9. travnja 1956. tečaj je bio $ 1 = 4,2161 DM (1 euro = 0,4639), što je bilo najlošije stanje prema dolaru.

## O zakonu
Izdavačko pravo na novčanice i količinu koja se izdavala držala je Njemačka savezna banka. Međutim kovanice izdaje ministarstvo financija i sav prihod direktno ide ministarstvu.

## Vanjske poveznice
- Pregled novčanica  Arhivirana inačica izvorne stranice od 2. srpnja 2008. (Wayback Machine)
- pregled kovanica  Arhivirana inačica izvorne stranice od 12. lipnja 2008. (Wayback Machine)
- Povijest marke
- kovanice i procijena  Arhivirana inačica izvorne stranice od 1. veljače 2009. (Wayback Machine)
- UNICEF sakuplja na www.deine-mark.de  Arhivirana inačica izvorne stranice od 3. travnja 2007. (Wayback Machine) kovanice